# Direct Star
Direct Star est une chaîne de télévision française nationale généraliste commerciale privée, à dominante musicale, lancée le 1er septembre 2010 à minuit par le groupe Bolloré pour succéder à Virgin 17. Elle est rachetée par le groupe Canal+ qui la remplace par D17 le 7 octobre 2012 à 20 h 45.
La chaîne est alors diffusée sur la TNT, le câble, le satellite, la télévision par xDSL, sur Internet via son site web et sur les réseaux 3G. Sa part de marché en 2012 s'élève alors à 1,2 %.

## Histoire de la chaîne

### Le développement de Bolloré dans la TNT
Le 10 juin 2010, le groupe Bolloré, déjà propriétaire de Direct 8, rachète la chaîne Virgin 17 à Lagardère Active pour une somme qui s'élèverait à environ 70 millions d'euros, hors reprise du personnel (20 personnes) et d'une partie des programmes. Le 12 juillet 2010, le CSA donne son accord pour ce rachat. Yannick Bolloré, futur directeur général de la chaîne, indique qu'elle se nommera Direct Star et annonce son intention de conserver le format musical de la chaîne et même de « renforcer la place de la musique en première et deuxième partie de soirée » dans un univers « plus urbain et contemporain »,,. Le groupe Bolloré nomme Christophe Sabot (ancien dirigeant à NRJ et de Virgin 17) à la direction de la chaîne. Le 27 juillet 2010, le groupe dévoile dans un communiqué la nouvelle identité de Direct Star créée par l'agence parisienne Dream On qui s'inscrit dans la charte graphique des activités médias du groupe. Son site web est mis en ligne depuis le 16 août 2010.
Le 1er septembre 2010 à minuit, Direct Star prend la suite de Virgin 17 et diffuse son premier clip, Alejandro de Lady Gaga, en version intégrale. Ce même jour, à 20 h, Direct Star remplace officiellement Virgin 17, avec comme programme de lancement, un compte à rebours géant en forme de réveille-matin suivi d'une parodie d'un épisode de la série 30 Rock.
Après sa soirée thématique consacrée à la musique avec Star Story, la chaîne a lancé, le jeudi 2 décembre, Star Report, une nouvelle soirée thématique,,, consacrée au monde du luxe.
Le 17 décembre 2010, Direct Star est la première chaîne de la TNT à diffuser un concert en direct. Il s'agit de -M- qui clôture sa tournée Les Saisons de passage, à Paris-Bercy.
Le 26 décembre 2010, Direct Star diffuse des images inédites des derniers concerts et un entretien exclusif de Jean-Michel Jarre. Numericable retransmettra en exclusivité l'émission 3D sur "Ma Chaîne 3D".
Mercredi 1er juillet 2012, dans un avis que le CSA a publié sur la vente des deux chaînes du groupe Bolloré, publie les pertes financières de ces deux chaînes. Sur la période 2005-2010, Direct Star a perdu 61 millions d'euros. Étant donné que la chaîne n'appartient pas alors à Bolloré, mais à Lagardère avant mi-2010, le groupe n'est pas responsable de ces pertes. En 2010, sur un chiffre d'affaires de 23,7 millions d'euros, la chaîne a subi une perte opérationnelle de 13,5 millions d'euros et la croissance du chiffre d'affaires de Direct Star a été de 56 %.

### Le rachat par Canal+
Le 5 septembre 2011, le groupe Canal+ annonce son intention d'acquérir 60 % de Bolloré Média (avec une option à 100 % sous trois ans), ce qui en ferait le nouveau propriétaire de Direct Star. Cette transaction doit être validée par l'Autorité de la concurrence pour pouvoir être finalisée. À l'occasion de l'annonce de ce rachat, Bertrand Meheut a annoncé dans un entretien donné dans Les Échos que la programmation des deux chaînes évoluera « progressivement en cohérence avec leur ligne éditoriale actuelle et avec celle des chaînes du groupe Canal+ ». La transaction est signée entre les deux groupes en décembre 2011.
En janvier 2012, Canal+ nomme Ara Aprikian à la tête du nouveau pôle chaînes gratuites du Groupe Canal+. Il est notamment chargé de la transformation et de l'intégration de Direct Star au style et à la ligne éditoriale de Canal+. Il propose à cette occasion au CSA une réduction, de 75 % aujourd'hui à 50 % à terme, du temps d'antenne réservé aux programmes musicaux sur la chaîne, soit une réduction d'un tiers  du temps d'antenne réservé actuellement à la musique. En mars 2012, Canal+ présente à l'Autorité de la concurrence ses propositions en matière de droits cinématographiques, sportifs et publicitaires pour faire autoriser le rachat.
Le 23 juillet 2012, l'Autorité de la concurrence accepte le rachat de Direct 8 et de Direct Star, sous conditions, par le Groupe Canal+,. Le CSA valide l'opération le 18 septembre 2012 et le rachat effectif au Groupe Bolloré de ses deux anciennes chaînes, Direct 8 et Direct Star, est finalisé le 27 septembre 2012. À cette date, les deux chaînes sont sous le plein contrôle opérationnel du Groupe Canal+ qui décide de changer le nom de Direct Star en D17 le dimanche 7 octobre 2012 à 20 h 45.

### Habillage
L'habillage de Direct Star est réalisé par l'agence de création Dream On, qui a aussi habillé Direct 8.

### Slogans
- De septembre 2010 à juin 2011 : « A Star is Born » [24]
- De juin 2011 au 7 octobre 2012 : « La chaîne musicale et entertainment »

### Voix-off
- Cédric Dumond
- Marlène Duret

## Organisation

### Dirigeants
Président :
- Vincent Bolloré

Directeur Général :
- Yannick Bolloré

Directeur Général Adjoint:
- Yann Le Prado

Directeur des programmes :
- Christophe Sabot

### Capital
Au printemps 2010, le groupe Bolloré, qui a investi 75 millions d'euros pour le rachat de Virgin 17, possède 100 % du capital de Direct Star, mais annonce le 8 septembre 2011 qu'il va céder 60 % du capital de ses deux chaînes (Direct 8 et Direct Star) au Groupe Canal+ pour 465 millions d'euros. Les 40 % restants seront cédés dans les trois ans à venir. Mercredi 1er juillet 2012, dans un avis que le CSA a publié sur la vente des deux chaînes du groupe Bolloré, figure les pertes financières de ces deux chaînes. En 2010, sur un chiffre d'affaires de 23,7 millions d'euros, Direct Star a subi une perte opérationnelle de 13,5 millions d'euros et la croissance de son chiffre d'affaires a été de 56 %.
À la suite de la cession au Groupe Canal+, Direct Star est une filiale à 60 % de ce dernier et à 40 % du Groupe Bolloré.

### Siège
Le siège et les studios de Direct Star sont alors situés dans la tour Bolloré au 31, quai De Dion-Bouton à Puteaux.

## Programmes
La grille de Direct Star est alors composée essentiellement de programmes musicaux. Mais la chaîne diffuse également des magazines, des documentaires, de la téléréalité, des concerts, des séries, des téléfilms, du cinéma ou encore des animes japonais.

Logo de Direct Star sur Seine, concert privé diffusé en décembre 2011.

## Audiences
Direct Star réalise son premier record d'audience en diffusant le 9 juin 2011, le film Hudson Hawk, gentleman et cambrioleur avec Bruce Willis et Andie MacDowell, qui réunit en moyenne 784 000 téléspectateurs. Elle se place ce soir-là à la quatrième place des chaînes de la TNT, derrière TMC, W9 et France 4.
Direct Star réalise son dernier record historique le 31 mai 2012 à 20 h 35, en diffusant le film Hors Limites, en réunissant 869 000 téléspectateurs en moyenne[réf. nécessaire].
|      | Janvier | Février | Mars  | Avril   | Mai   | Juin    | Juillet | Août  | Septembre | Octobre | Novembre | Décembre | Moyenne annuelle |
| ---- | ------- | ------- | ----- | ------- | ----- | ------- | ------- | ----- | --------- | ------- | -------- | -------- | ---------------- |
| 2010 |         |         |       |         |       |         |         |       | 0,8 %     | 0,9 %   | 1,0 %    | 1,0 %    | 0,9 %            |
| 2011 | 0,9 %   | 1,0 %   | 0,9 % | 1,2 %   | 1,2 % | 1,4 % * | 1,2 %   | 1,2 % | 1,1 %     | 1,2 %   | 1,3 %    | 1,4 %    | 1,2 %            |
| 2012 | 1,2 %   | 1,2 %   | 1,2 % | 1,1 % 1 | 1,2 % | 1,4 % 2 | 1,1 %   | 1,1 % | 1,1 %     |         |          |          | 1,2 %            |

Source : Médiamétrie[réf. nécessaire]

Légende :
* : maximum historique
Fond vert : meilleur score mensuel de l'année.
Fond rouge : moins bon score mensuel de l'année.
Note 1 : moins bon score de Direct Star en 2012 sur la période janvier-septembre.
Note 2 : meilleur score de Direct Star en 2012 sur la période janvier-septembre. Après septembre, voir les audiences de D17.

## Animateurs
- Ayden
- Bertrand Amar
- Claire Arnoux
- Gérard Baste
- Johann Lefèbvre
- Jean-Baptiste Bagaria

### Anciens animateurs
- Julien Chieze
- Salomé Lagresle
- Calvin Vauthier
- Mikl

## Diffusion
Direct Star est alors diffusée sur la TNT, le câble, le satellite, la télévision par xDSL et sur son site web.

### Hertzien numérique
Direct Star est alors diffusée en clair au standard UHF PAL MPEG-2 (SDTV) sur le multiplex R2 de la TNT par TDF, Towercast et OneCast du 1er septembre 2010 à minuit au 7 octobre 2012 à 20 h 45.

### Câble
Direct Star est diffusée sur les réseaux câblés français Numericable, monégasque (Monaco Télécom) et suisses (Cablecom, Naxoo et City TV).

### Satellite
Direct Star est alors diffusée par satellite sur les bouquets Bis Télévisions (Hot-Bird à 12,539 GHz, H, 27500, 3/4), Canalsat (Astra 1 à 11,538 GHz, V, 22000, 5/6) et sur ses déclinaisons ultramarines (CanalSat Caraïbes, et CanalSat Réunion), la TV d'Orange et la TV d'Orange Caraïbe. Elle fait alors également partie des offres gratuites FRANSAT (via Eutelsat 5 West A) et TNTSAT (via Astra 1) qui permettent de recevoir les chaînes de la TNT par satellite, sans abonnement, dans les zones non couvertes par la TNT.
Elle est alors aussi diffusée sur le bouquet satellite belge et luxembourgeois TéléSAT.

### Télévision sur IP
Direct Star est alors diffusée sur les bouquets de télévision IP par ADSL et FTTH en France (Freebox TV, la TV d'Orange, le Bouquet TV de SFR, BBox TV, Dartybox, Box Mediaserv et OnlyBox).
La chaîne est alors également disponible via un flux live sur son site Internet ainsi que sur les réseaux 3G.